# Drugovići (gmina Gacko)
Drugovići (cyr. Друговићи) – wieś w Bośni i Hercegowinie, w Republice Serbskiej, w gminie Gacko. W 2013 roku liczyła 7 mieszkańców.